# Прапор Долинського району (Івано-Франківська область)
Пра́пор Доли́нського район являє собою прямокутне полотнище в пропорціях 5:8 (стосовно висоти до довжини). Блакитне тло шириною 2:3 з малим гербом Долинського району по центру. Внизу білий (срібний) та зелений паси шириною 1:6. Кольори походять з герба і мають ідентичне значення.
Автор проекту прапора  — Юрій Фреїв.

## Символіка
Вжиті в проекті прапора кольори слід пов'язувати (окрім релігійної символіки) також з іншими значеннями, такими як: чесноти і риси характеру, дорогоцінне каміння, метали і стихії:
1. Блакитний є кольором Богородиці Марії (якій посвячені більшість культових споруд району), неба, віри і побожності, правди, вірності, стабільності.
2. Срібло (білий) — це символ чесноти, світла і досконалості, невинності душі, абсолюту, пожертви (слід розуміти це, як самопожертва нашого народу у боротьбі за незалежність впродовж віків), лояльності, а також води, миру, спокою і життя. Також в даному випадку білий колір уособлює сіль — символ багатства у всіх слов'ян, особливої пошани і гостинності.
3. Зелений — колір життя і надії, широко поширений в живій природі. Зелений вважається кольором повітря (синій — вода, червоний — вогонь). У народній культурі зіставляється з рослинністю, мінливістю, заразом це колір весни, краси природи. Зелений колір асоціюється зі Світовим деревом (В.Пропп). Символізує перемогу над злими силами, воскресіння, надію та радість.